# Nanopartícula lipídica sòlida

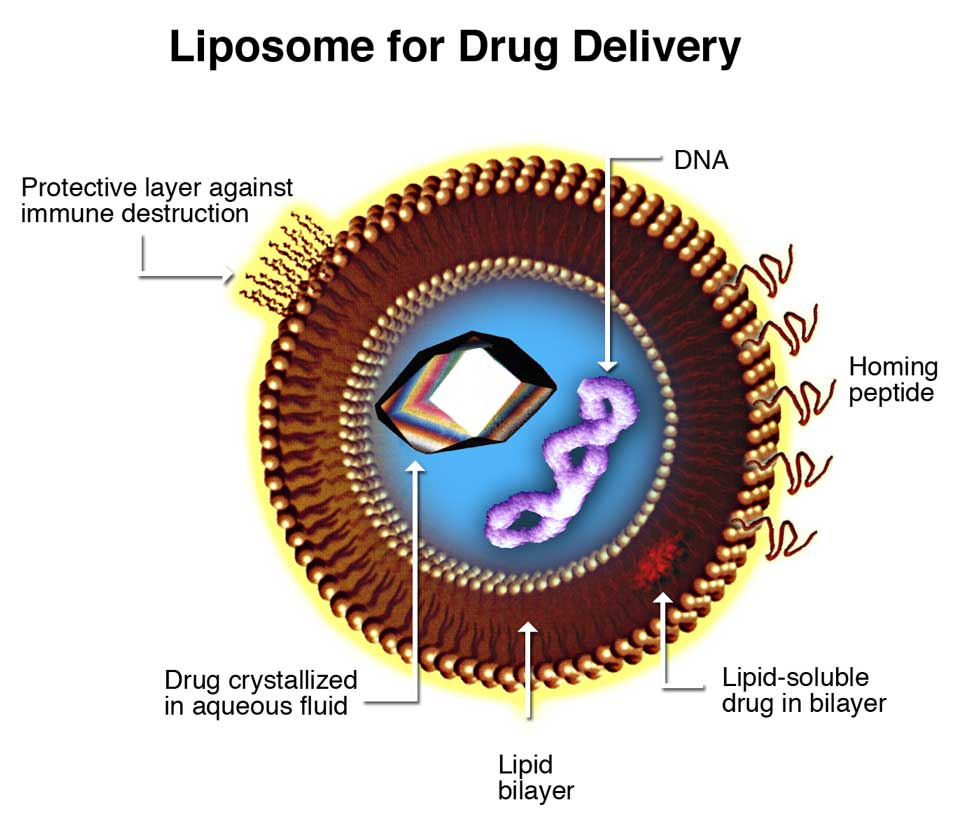
Possibilitats farmacèutiques de les NLS (drogues i material genètic)

Les nanopartícules lipídiques sòlides són un nou sistema de distribució farmacèutica o formulació farmacèutica.
S'han desenvolupat enfocaments convencionals, com ara l'ús de potenciadors de permeació, modificació superficial, síntesi de profàrmacs, formació de complexos i estratègies basades en portadors de lípids col·loïdals per al lliurament de fàrmacs als limfàtics intestinals. A més, s'han explotat nanopartícules polimèriques, sistemes de lliurament autoemulsionants, liposomes, microemulsions, solucions micel·lars i recentment nanopartícules lipídiques sòlides (via oral) com a possibles portadores pel lliurament limfàtic intestinal.
Les nanopartícules lipídiques sòlides solen ser esfèriques amb un diàmetre mitjà entre 10 i 1000 nanòmetres. Les nanopartícules lipídiques sòlides posseeixen una matriu de nucli de lípids sòlida que pot solubilitzar molècules lipòfiles. El nucli lipídic està estabilitzat per agents tensioactius (emulsionants). L'emulsionant utilitzat depèn de les vies d'administració i és més limitat per a les administracions parenterals. El terme lípid s'utilitza aquí en un sentit més ampli i inclou triglicèrids (p. ex. tristearina), diglicèrids (p. ex. glicerol bahenat), monoglicèrids (p. ex. glicerol monoestearat), àcids grassos (p. ex. àcid esteàric), esteroides (p. ex. colesterol) i ceres (p. ex. palmitat de cetil). Per estabilitzar la dispersió lipídica s'han utilitzat totes les classes d'emulsionants (respecte a la càrrega i el pes molecular). S'ha trobat que la combinació d'emulsionants podria evitar l'aglomeració de partícules de manera més eficient.
El desenvolupament de nanopartícules lipídiques sòlides és un dels camps emergents de la nanotecnologia lipídica amb diverses aplicacions potencials en el lliurament de medicaments, la medicina clínica i la investigació, així com en altres disciplines. A causa de les seves propietats úniques que depenen de la mida, les nanopartícules de lípids ofereixen la possibilitat de desenvolupar nous productes terapèutics. La capacitat d'incorporar fàrmacs a nanotransportadors ofereix un nou prototip en el lliurament de fàrmacs que podria tenir una gran promesa per aconseguir la millora de la biodisponibilitat juntament amb un subministrament controlat i específic de fàrmacs. També es consideren ben tolerades en general, a causa de la seva composició a partir de lípids fisiològicament similars.